# Manolo Poulot
Manolo Poulot (n. 28 iunie 1974, Guantánamo, Cuba) este un judocan ce a reprezentat Cuba, medaliat olimpic. A participat la 2 ediții ale Jocurilor Olimpice (1996, 2000) în care a câștigat o medalie de bronz.